# Lingua tshangla
La lingua tshangla o sharchop è una lingua himalayana parlata in Bhutan, Cina ed India.

## Distribuzione geografica
Secondo l'edizione 2009 di Ethnologue, l'idioma è parlato nel Bhutan orientale e sud-orientale da 157.000 persone. Piccole comunità linguistiche sono attestate anche in Cina (7.000 locutori) ed in India (11.200).